# Jusrijja Madżdi Abd al-Muti
Jusrijja Madżdi Abd al-Muti (arab. يسريه مجدي عبدالمعطي; ur. 9 listopada 1977) – egipska zapaśniczka walcząca w stylu wolnym. Wicemistrzyni igrzysk afrykańskich w 2003, a trzecia w 1999. Zdobyła cztery medale na mistrzostwach Afryki w latach 1998 - 2003. Wicemistrzyni igrzysk śródziemnomorskich w 2001. Ósma w Pucharze Świata w 2002 roku.